# دیرک کاسپرس
دیرک کاسپرس (انگلیسی: Dirk Caspers؛ زادهٔ ۳۱ مهٔ ۱۹۸۰) بازیکن فوتبال اهل آلمان است.
از باشگاه‌هایی که در آن بازی کرده‌است می‌توان به باشگاه فوتبال آلمانیا آخن، باشگاه فوتبال شالکه ۰۴، باشگاه فوتبال اس‌سی فورتونا کلن، باشگاه فوتبال روت‌وایس اسن، و باشگاه فوتبال شوارتز-وایس اسن اشاره کرد.